# 周一經
周一經（1528年—1598年），字子明，號用吾，江西廣信府貴溪縣（今河潭镇横山村）人，民籍，明朝政治人物。

## 生平
隆庆元年（1567年）丁卯科江西鄉試第四十名舉人。隆慶二年（1568年）中式戊辰科會試第三百四十一名，三甲第二百零七名進士。初授長洲知县，因母亲生病未赴任。母亲去世後守喪三年，起補江浦县知县，調繁金坛县，擢南京刑部主事，萬曆九年（1581年）官贵阳府知府，萬曆十四年（1586年）正月升四川威茂兵备副使，調分巡川西道。以考察去職。復除广西副使、兵备右江，擢參政，仍留巡右江，二十二年三月升甘肃行太僕寺卿，二十三年（1595年）十月以甘州斩虜功升一级，十一月升陕西按察使，照旧管事，食一品俸。尋擢四川右布政使，请求以上交银两代替采木徭役，因前任甘肃事被甘肃巡按弹劾，遂乞致仕，诏加升太仆寺卿致仕。七十歲致仕歸，次年卒，賜祭葬。吏部侍郎楊時喬撰墓誌銘。

## 家族
曾祖周和璧；祖父周川；父周法，母張氏。慈侍下。弟周一元。